# ガルダフル州
ガルダフル州 (ガルダフルしゅう、Gardaful Region, ソマリ語: Gobolka Gardafuul, gobolka Gardafuu, gobolka Gardafu) はプントランドが独自に設けた行政区画。ソマリアの本来の行政区画ではバリ州の一部に当たる。

## 経緯
2009年のプントランド憲法には、プントランドはバリ、ヌガール、スール、アイン、カルカール、ムドゥグ、ハイラン、サナアグの8地域である、と記載されている。
2013年1月4日、プントランド大統領は、ガルダフル州の設置を承認。この時は州都がバルガルであるとされた（後にアルラに変更）。
2013年7月20日、プントランド議会でガルダフルがプントランドの9番目の州となることが承認された。州都はアルーラとされた。合わせて、ガルダフル代表として、安全保障第3副長官、法務副長官が任命された。
2014年12月、ガルダフル州のバレダ地区に17名からなる地方議会が設立された。
2016年7月、ガルダフル州で急性水溶性下痢が発生したと報告された。2人が死亡、20人以上が入院。
2018年9月、ガルダフル州で違法漁業が続いていると報じられた。イエメン、イランからのトロール船と見られる。
2019年2月、ガルダフル州で政府が道路建設費を捻出できないため、住民自らが道路建設を行っていると報じられている。
2020年6月、ガルダフル州のプントランド軍で反乱が発生し、元プントランド政府高官が関与していると報じられた。
2021年2月、プントランド軍が、ガルダフル州でISILに同調する勢力に対する作戦を行っていると報じられた。

## 主要都市
- アルーラ
- Bargal
- Bereeda
- Habo

## 知事
Guddoomiyaha gobolka Gardafu
- Cabdiqaadir Yuusuf Maxamuud (Iidii) 2014年[11]
- Maxamuud Axmed Caynab 2018年[6]
- Muuse Saalax Guuleed 2020年